# 吉永恵美
吉永 恵美（よしなが えみ、1989年11月16日 - ）は、日本のAV女優。身長:159cm。スリーサイズ:B82(A)・W60・H85cm。

## 略歴・人物
2009年にAVデビュー。女子校生役での出演が多いロリ系AV女優である。

## 出演作品
2009年
- かんな（8月13日、無垢）
- 罪と罰 万引き女 #36 OL編・11 （8月21日、ゴーゴーズ）他出演:直井三枝子
- 制服美少女と性交（10月5日、ドリームチケット）
- 「欲求不満の看護師が仕事中にしかけるパンチラで勃起したらヤられた」 VOL.1 （10月8日、DANDY）他出演:姫野りむ、冴嶋ゆき他
- 新・奥さんシリーズ［13］ 奥さん、本当にイイんだね?後悔しない?（10月16日、ゴーゴーズ）
- GET!! 素人ナンパ No.113 ビキニ編 vol.01 （11月7日、桃太郎映像出版）オムニバス作品

2010年
- 特濃・愛液少女 パンティーからダラダラ溢れちゃう（1月19日、ドグマ）
- 働く美女と性交 （4月5日、ドリームチケット）
- GG 透明系素人 保育士と甘えん坊将軍のときめきH （5月1日、ケペル）
- ふくらみ（5月15日、ワープエンタテインメント）
- ドM彼女（7月1日、シネマジック）
- 乳首をいじられ続けると切なくなりませんか? それでセンズリするのが一番すきな僕。（7月1日、ケペル）他3名出演
- 女子校生の生綿パンティの脇からチ○ポ差し込んでそのまま発射 4（7月13日、アロマ企画）他出演:小峰ひなた、平塚ゆい、村西まりな、高倉舞
- 突然、パンチラ挑発され パンツで手コかれちゃった僕。 2（7月13日、アロマ企画）他出演:なのかひより、小峰ひなた、野中あんり、西野小春、椎奈つばめ
- 浣腸美少女 吉永恵美 SM花嫁修業（9月1日、シネマジック）
- 微乳美少女敏感乳首 2（9月25日、アロマ企画）他出演:椎名ゆず、直嶋あい、宝部ゆき、月野みちる
- 女子校生の太股とパンチラ 5（11月25日、アロマ企画）他出演:月野みちる、椎名ゆず、神田まどか、高倉舞、小峰ひなた、桜井愛美、加藤なつみ、鈴香音色、直嶋あい、早坂愛梨、藤井未来、みなみゆず、倉木みお、松浦楓、宝部ゆき、月嶋美唯、朝倉夢、西野小春、村西まりな
- FAIRY DOLL 新基準 1（11月25日、色眼鏡）他出演:伊東すみれ、大沢美加、田中美保、桜井ゆう

2011年
- ホットカプセル お顔にいっぱい!! 濃すぎる精液10錠!（1月19日、色眼鏡）他出演:大沢美加、弘前亮子、松下カレン、伊東すみれ、田中美保、桜井ゆう、くるみ、花井りん、中野ひなた
- Taylor Girls（9月7日、色眼鏡）
- ビクセン総集編 3 堕天使蹂躙（10月1日、シネマジック）他12名出演
- Taylor Girls ふぞろいな果実（12月7日、色眼鏡）他14名出演

2012年
- Cinemagic DVD ベスト30 7（1月1日、シネマジック）他多数出演
- 着衣緊縛フェティシズム 制服少女陥落編（2月1日、シネマジック）他14名出演
- シネマジック 乳首責め 執拗系コレクション（7月1日、シネマジック）他多数出演

2013年
- 昼間っからオフィスで･･･働く美女と性交　休日出勤してでも職場で着衣挿入 4時間（4月19日、ドリームチケット）他出演:亜希菜、倉木みお、中島あいり、結月小春